# ジャーギール
ジャーギール（デーヴァナーガリー文字: जागीर, ペルシア語:جاگیر, Jagir）は、インドのムスリム諸王朝における封土。給与地あるいは俸禄地とも呼ばれる。
ジャー（Ja）は土地を、ギール（Gir）は所有を意味している。

## 歴史
ムガル帝国以前のデリー・スルターン朝では、ジャーギールよりもイクターと呼ばれることが多かった。
ムガル帝国が創始されたのち、ジャーギールと呼ばれることが多くなり、この呼称が一般的に用いられた。ムガル帝国では直轄地はハーリサ、家臣への封土はジャーギールとして扱われ、ジャーギールの所有者をジャーギールダール（Jagirdar）と呼んだ。
1570年代以降、ムガル帝国の皇帝アクバルは徴税や軍制度の改革を行い、その中で行政の手間を省くため、役人や軍人にジャーギールを与えることで解決しようとした。ジャーギールを与えられたものは、ジャーギールダールとしてその土地に対して徴税権や一般行政権を与えられた。これらをジャーギールダーリー制と呼ぶ。
なお、ジャーギールは位階（マンサブ）に比して与えられた。ジャーギールダーリー制はマンサブダーリー制と表裏一体であり、マンサブダール（マンサブ保有者）はジャギールダールでもあった。
しかし、ムガル帝国はジャーギールダールが土着化しないよう、短期間でそのジャーギールの移転を行った。ここがジャーギールダールとザミーンダールとの決定的な違いでもあった。
1707年、アウラングゼーブの死後、その帝位を継承したバハードゥル・シャー1世は論考恩賞のために見境なく昇進とジャーギールを与えた。その結果、国家の財政が非常に悪化する事態となった。
そのため、その死後に宰相のズルフィカール・ハーンはジャーギールの膨張を抑えるためにイジャーラーと呼ばれる徴税請負制を開始した。これは政府が一定率の地租を徴収するかわりに一定額の地租を納めることを請負人や仲介者と結ぶものであった。
とはいえ、ジャーギールダーリー制は行政面での効率がよく、ムガル朝継承国家においても使用された。また、継承国家で最も強力だったマラーター王国を中心としたマラーター同盟はサランジャーミー制を取り入れたが、これはムガル帝国のジャーギールダーリー制と類似するものであった。
19世紀、シク王国が成立するとここでもジャーギールダーリー制が取り入れられた。また、継承国家の一つであったニザーム王国（ニザーム藩王国）では、19世紀になってもジャーギールダーリー制が続いていており、一種の封建制のようなものがあった。
結局、イギリスの統治期間を通してもジャーギールダーリー制は存在し続けたが、1951年にインド政府によって廃止された。